# José Luis Gómez
Pour les articles homonymes, voir José Gómez et Gómez.
José Luis Gómez est un acteur et metteur en scène espagnol né à Huelva le 19 avril 1940.

## Biographie
Formé à l'école de Jacques Lecoq à Paris, puis en Allemagne et à New York avec Lee Strasberg, il a été co-directeur du Centro Dramático Nacional (théâtre nacional d'Espagne) de 1978 à 1981, puis directeur du théâtre Español de Madrid. Depuis 1995, il se consacre à la direction du théâtre La Abadía de Madrid, qu'il a co-fondé.
En décembre 2011, il est élu académicien de l'Académie royale espagnole.

## Filmographie
- 1968 : Der Unfall (TV) : Luis
- 1969 : Der Rückfall (TV) : Lory
- 1970 : Unter Kuratel (TV) : O' Brien
- 1970 : Eröffnung des indischen Zeitalters (TV) : Tecue
- 1975 : Un Informe para una academia
- 1976 : Pascual Duarte de Ricardo Franco : Pascual Duarte
- 1977 : Parranda : Bocas
- 1977 : In Memoriam : Julio Montero
- 1977 : Nunca es tarde : Antonio
- 1978 : Les Routes du sud : Miguel
- 1978 : Les Yeux bandés (Los Ojos vendados)
- 1978 : Sonámbulos : Juan
- 1980 : L'Homme aux chiens (Dedicatoria)
- 1984 : El Balcón abierto : Voz del poeta (voix)
- 1986 : Dragon Rapide de Jaime Camino : Sastre
- 1986 : Banter : Docteur Monasterrio
- 1987 : Las Dos orillas
- 1987 : La estanquera de Vallecas d'Eloy de la Iglesia : Leandro
- 1988 : Luces y sombras
- 1988 : Remando al viento, de Gonzalo Suárez : John Polidori
- 1991 : Beltenebros de Pilar Miró : Ugarte / Valdivia
- 1995 : Flamenco de Carlos Saura : Narrateur (voix)
- 2000 : Gitano : Manuel Junco
- 2003 : La luz prodigiosa : Silvio
- 2004 : Le 7ème jour (El Séptimo día) : Emilio Fuentes
- 2004 : Atún y chocolate : Motorista 3
- 2005 : Hormigas en la boca : Dalmau
- 2006 : La Buena voz (TV) : Pepe
- 2006 : Les Fantômes de Goya (Goya's Ghosts) de Miloš Forman : Tomás Bilbatúa
- 2007 : Teresa, el cuerpo de Cristo : Fray Pedro de Alcántara
- 2008 : La Vida en rojo
- 2009 : Étreintes brisées (Los Abrazos Rotos) de Pedro Almodóvar : Ernesto Martel
- 2011 : La piel que habito de Pedro Almodóvar
- 2021 : Compétition officielle (Competencia oficial) de Mariano Cohn et Gastón Duprat : Humberto Suárez

## Récompenses
- Prix d'interprétation masculine au Festival de Cannes 1976 pour Pascual Duarte de Ricardo Franco
- Docteur Honoris causa de l'université complutense de Madrid[3]
- Premio Nacional de Teatro (1988)[3]
- Chevalier de l'Ordre des Arts et des Lettres de la République française (1997)[3]
- Chevalier de l'Ordre du Mérite de la République fédérale d'Allemagne (1997)[3]
- Médaille d'Or du Círculo de Bellas Artes (2001)[4]
- Médaille d'or du mérite des beaux-arts par le Ministère de l'Éducation, de la Culture et des Sports (2004)[5].
- Hijo Predilecto de Andalucía (2018)